# Thomas Lennon

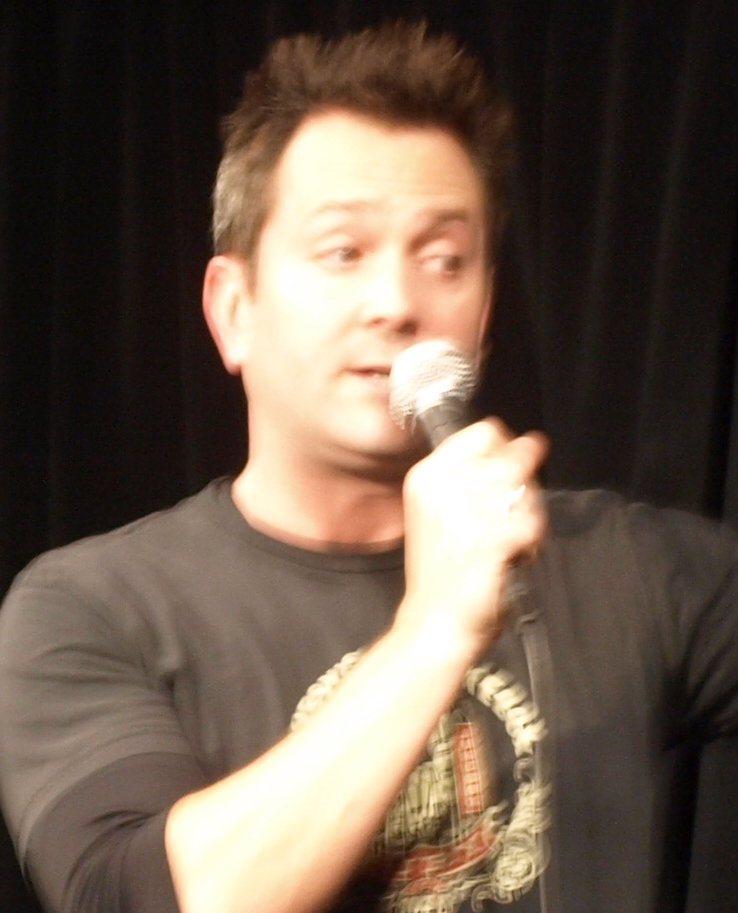

Thomas Lennon (Oak Park, Illinois, 9 de agosto de 1970) é um ator e roteirista norte-americano, conhecido principalmente pela atuação em Reno 911!, uma série de televisão do canal Comedy Central, e por sua atuação em The Odd Couple, novo seriado da CBS.

## Filmografia
- Dog Days - (2018) - Greg
- Lethal Weapon - (2017) - Leo Getz
- The Odd Couple (2015) - Felix Unger, Protagonista
- What to Expect When You're Expecting (2012) - Craig
- How I Met Your Mother (2011) - Klaus, 6 Episódios
- What's Your Number? (2011) - Dr. Barrett Ingold
- Night at the Museum: Battle of the Smithsonian (2009) - Orville Wright, também roteiro
- 17 Again (2009)
- I Love You, Man (2009) - Doug
- How to Survive a Robot Uprising (2008) - roteiro
- Hancock (2008) - Mike
- Balls of Fury (2007) - Karl Wolfschtagg, também roteiro e produtor
- Reno 911! (2007) - Lieutenant Jim Dangle, também roteiro e produtor
- Night at the Museum (2006) - roteiro
- Let's Go to Prison (2006) - roteiro
- Bickford Shmeckler's Cool Ideas (2006) - policial
- Eden Court (2006) - Shroeder Duncan
- Conversations with Other Women (2005) - videógrafo
- Herbie: Fully Loaded (2005) - Larry Murphy, também roteiro
- The Godfather of Green Bay (2005) - D.U.G.
- The Hitchhiker's Guide to the Galaxy (2005) - Eddie the Shipboard Computer (voz)
- The Pacifier (2005) - roteiro
- Taxi (2004) - roteiro
- Heights (2004) - Marshall
- Le Divorce (2003) - Roger Walker
- How to Lose a Guy in 10 Days (2003) - Thayer
- A Guy Thing (2003) - Pete Morse
- Boat Trip (2002) - The Priest
- Out Cold (2001) - Eric Montclare
- Memento (2001) - Médico
- Row Your Boat (2000) - Census Taker
- Drop Dead Gorgeous (1999) - documetarista (voz)
- Friends (1999) - O "irmão gêmeo de mãos" do Joey (24º Episódio da 5ª Temporada)